# Höchst (Autriche)
Pour les articles homonymes, voir Höchst.
Höchst est une commune autrichienne du district de Brégence dans le Vorarlberg.